# Rainer Hohberg
Rainer Hohberg (* 18. Mai 1952 in Eisenach) ist ein deutscher Schriftsteller.

## Leben und Wirken
Rainer Hohberg wuchs in Eisenach auf und studierte dort von 1968 bis 1972 am Institut für Lehrerbildung. Nachdem 1975 sein erstes Buch erschienen war, studierte er von 1976 bis 1979 am Literaturinstitut „Johannes R. Becher“ in Leipzig. Von 1977 bis 1989 wurde er als Inoffizieller Mitarbeiter der Staatssicherheit geführt. Anschließend arbeitete er in Jena als Redakteur einer stadtgeschichtlichen Schriftenreihe. Seit 1985 ist er, unterbrochen durch eine Tätigkeit als Lehrer 1990–1994, freier Schriftsteller. Von 1984 an war er Kandidat, ab 1989 bis zu dessen Auflösung Mitglied des Schriftstellerverbandes der DDR. Seit 1990 gehört er dem Landesbezirk Thüringen im Verband deutscher Schriftsteller (VS) an. Er ist Mitbegründer und Vorstandsmitglied des Friedrich-Bödecker-Kreises Thüringen sowie Mitglied der Literarischen Gesellschaft Thüringen. Als Vorsitzender des Fördervereins Schloss Hummelshain engagiert er sich für die Erhaltung des historischen Schlossensembles in Hummelshain. 
Hohberg schreibt Hörspiele, Kinder- und Jugendbücher sowie Bücher zur Thüringer Kulturgeschichte. Für sein erstes Rundfunkhörspiel „Die Mutprobe“ (1984), das von politischen Konflikten Jenaer Gymnasiasten in der Zeit des Nationalsozialismus erzählt, erhielt er den Kinderhörspielpreis des Rundfunks der DDR. Ein bevorzugtes Genre ist das Märchen, wobei er im Spiel mit dem Wunder immer wieder Realitätsbezüge durchschimmern lässt. In mehreren Büchern zur Sagenlandschaft Thüringens versucht er, die realen Hintergründe historischer Sagenüberlieferungen aufzuklären. Daneben schreibt er regelmäßig für Tageszeitungen wie die „Thüringer Allgemeine“ und die „Ostthüringer Zeitung“. 1990 war Hohberg Stadtschreiber in Tübingen. 1995, 2000 und 2008 erhielt er literarische Förderstipendien des Landes Thüringen und 2012 für sein Engagement bei der Literaturarbeit mit Kindern den Ehrenpreis des Friedrich-Bödecker-Kreises Thüringen. 2017 erhielt er ein Stipendium der Kulturstiftung Thüringen. Für sein Engagement um das Schloss Hummelshain wurde er 2023 von der Thüringer Ehrenamtsstiftung und dem Mitteldeutschen Rundfunk als Thüringer des Monats August ausgezeichnet. Auf der Kandidatenliste zum Thüringer des Jahres 2023 wurde er nicht mehr geführt.
Hohberg lebt mit seiner Frau in Hummelshain bei Jena.

## Werke
- 1975: Der Junge aus Eisenach, Begegnung mit Johann Sebastian Bach. Gebr. Knabe Verlag Weimar.
- 1980: Der Lindwurm von Lambton. Gebr. Knabe Verlag. Weimar. Kinderbuch.
- 1987: Schachtelhälmchen. Postreiter-Verlag. Halle. Kinderbuch.
- 1990: Die Nacht ist gar nicht finster. Postreiter-Verlag. Halle. Bilderbuch zusammen mit Manfred Bofinger.
- 1996: Thüringer Burgen – sagenhaft. Eine literarische Burgenlandschaft. Wartburg Verlag. Weimar
- 1998: Auf Schatzsuche … Museumstour mit Leo Löwenzahn durch Thüringen. Weimar
- 1998: Thüringen. Mysteriöses, Geheimnisvolles, Sagenhaftes. (DIE SCHWARZEN FÜHRER), Eulen Verlag, Freiburg i.Br.
- 1998: Kunterbunt im Jahresrund. Das Thüringer Kinderbuch. Hain Verlag Rudolstadt
- 2000: Der Ritter der Posthornschnecke. Moderne Märchen von R. Hohberg. Hrsg. von Wulf Kirsten. EDITION MUSCHELKALK. Wartburg Verlag. Weimar
- 2000: Märchen aus Thüringen. Herausgegeben und kommentiert von R. Hohberg. Quartus Verlag. Jena
- 2000: Deutschland. Mysteriöses, Geheimnisvolles, Sagenhaftes. (MA). Eulen Verlag. Freiburg im Breisgau.
- 2001: Profile aus dem Saale-Holzland-Kreis. Bürger unserer Zeit. EDITION PROFILE
- 2002: Timm & Tina und das kleine Burggespenst. Hörspiel für Kinder. TMMD Produktion. Weimar, Neuauflage als CD 2006
- 2003: Jenaer Profile. Bürger unserer Zeit. EDITION PROFILE
- 2004: Es war einmal ein Zweihorn. Kinderbuch (MA). Sauerländer, Düsseldorf
- 2005: Ein Botanischer Märchengarten, Pflanzenmärchen- und porträts, Echinomedia-Verlag. Thalbürgel 2005, 3. Auflage und Hörbuch 2011
- 2006: Brot und Rosen. Das Leben der heiligen Elisabeth in Sagen und Legenden (gemeinsam mit Sylivia Weigelt) Wartburg Verlag. Weimar
- 2007: Die Hummelshainer Jagdschlösser und die Jagdanlage Rieseneck. (gemeinsam mit Claudia Hohberg) Förderverein Schloss Hummelshain. Hummelshain
- 2007: Thüringer Sagengeheimnisse. Tauchaer Verlag. Reihe TATSACHEN. Taucha
- 2008: Thüringen. Ein Reisebegleiter zu 283 geheimnisvollen Sagenplätzen. Mediengruppe König, Greiz
- 2009: Fässleseecher. Arten und Unarten der Thüringer, zus. m. S.Weigelt, Tauchaer Verlag
- 2010: Auf Schatzsuche mit Leo Löwenzahn und Lisa. Der große Thüringer Museumsführer für Kinder. hrsg. v. Museumsverband Thüringen, Weimar
- 2011: Drachen. Märchen aus aller Welt. Steffen Verlag, Friedland
- 2012: Von Drachen, Hexen und verwunschenen Seelen (Thüringen – einfach sagenhaft – Bd. 1), Sutton Verlag, Erfurt
- 2012: Wahre Geschichten über die Jagd in Thüringen, Tauchaer Verlag, Taucha
- 2012: Ratzekahl packt aus, Luther für Kinder, Hörbuch, TMMD Weimar, Weimar
- 2015: Bis bald im Wald, Kinderbuch (MA), Klak Verlag, Berlin
- 2015: Geheimnisvolles aus der Thüringer Sagenwelt, Tauchaer Verlag, Taucha
- 2016: Das Neue Schloss Hummelshain. (mit Claudia Hohberg), Verlag Schnell & Steiner Regensburg, Regensburg 2016
- 2016: Gespenstisches aus der Thüringer Sagenwelt, Tauchaer Verlag, Taucha 2016

## Arbeiten für den Rundfunk
- 1984: Die Mutprobe. Berliner Rundfunk. 1984. Regie Maritta Hübner.
- 1985: Der Traktorinenkönig. Berliner Rundfunk. Regie Manfred Täubert.
- 1986: Wie die Ratte Ratzekahl ihr grünes Wunder erlebte. Berliner Rundfunk. Regie Rüdiger Zeige.
- 1987: Bedenkzeit für Sherlock Holmes. Berliner Rundfunk. Regie Rüdiger Zeige.
- 1988: Der Kopf des Krokodils. Berliner Rundfunk. Regie Rüdiger Zeige.
- 1988: Sherlock Holmes geht baden. Berliner Rundfunk. Regie Rüdiger Zeige.
- 1991: Die neuen Bremer Stadtmusikanten. Berliner Rundfunk. Regie Rüdiger Zeige.
- 1997: Vatermorgana oder Ein Auto dreht durch. Radiomärchen. SFB, NDR und WDR.
- 1997: Die Sonnenglocke von Syrila. Radiomärchen. SFB, NDR und WDR.
- 2017: Als die Hüpfemänner kamen. Gespensterjagd in Mitteldeutschland. Originalton-Feature. Deutschlandradio, Regie Matthias Kapohl.